# Schizomus crassicaudatus
Schizomus crassicaudatus är en spindeldjursart som först beskrevs av O. Pickard-Cambridge 1872.  Schizomus crassicaudatus ingår i släktet Schizomus och familjen Hubbardiidae. Inga underarter finns listade i Catalogue of Life.